# Real Armada de Malasia
La Real Armada de Malasia (en malayo: Tentera Laut DiRaja Malaysia, en Jawi: تنترا لاوت د راج مليسيا) es el brazo naval de las Fuerzas Armadas de Malasia, y se encarga de asegurar la soberanía sobre las porciones de mar territorial de dicho reino. Los buques bajo su bandera se signan bajo las iniciales KD (en malayo: Kapal Diraja), que traducen Real Buque.

## Historia

### Inicio
La Marina Real de Malasia puede remontar sus raíces a la formación de las Reservas Navales Coloniales Voluntarias (del inglés: SSNVR), siendo la primera unidad formada en Singapur, el 27 de abril de 1934 por el gobierno colonial británico en Singapur. La SSNVR se formó para ayudar a la armada real británica en la defensa de las costas de Singapur, la península de Málaca, y otras áreas bajo dominio británico y sobre las que se basase la defensa de dichos territorios. Siendo otra de las razones detrás de su formación consecuentes con los acontecimientos políticos en Asia, particularmente al aumento de la extensión del Imperio de Japón, el cual se veía cada vez más fuerte y creciente en su influencia por sobre Asia. En 1938, las SSNVR se ampliaron con la creación de una nueva sucursal, con sede en Penang.
El 18 de enero de 1935, el Almirantazgo británico apostó en Singapur una balandra clase Acacia, el HMS Laburnum, para servir como buque y sede de la Reserva, así como el barco de perforación de dicha conscripción naval británica. Este sería atracado en la Cuenca Telok Ayer. Posteriormente, el HMS Laburnum fue hundido en febrero de 1942, antes de la capitulación de Singapur, a principios de la Segunda Guerra Mundial y su inicio en el Pacífico. Con el estallido de la Segunda Guerra Mundial en Europa, las SSNVR aumentaron la contratación de personal, principalmente eran recibidos indígenas quienes eran circunscriptos a la fuerza para reforzar las defensas locales, y luego se requiere a los mismos recursos para el apoyo de la Armada Real británica en Europa.
Los miembros de las SSNVR fueron llamados al servicio activo y las fuerzas se habían ampliado con los miembros de la sección malaya de la Royal Navy. Esta fue la base para la fundación posterior de una Armada en Malasia, llamada la Armada de Malasia, y la cual estaba compuesta por tripulantes aborígenes malayos (del mismo modo, los malayos fueron reclutados en el incipiente regimiento Malay, formado en 1936). La Real Armada de Malasia tenía una fuerza de 400 hombres que recibieron su formación en el HMS Pelandok, el centro de formación de la Royal Navy en Malasia. El reclutamiento se aumentó con el crecimiento de las peleas en el Pacífico, y en 1941 al estallar la guerra en Asia, la Armada de Malasia ya tenía una fuerza de 1.450 hombres.
A lo largo de la Segunda Guerra Mundial, la Marina de Malasia sirve junto con las fuerzas aliadas en la India y en el teatro de operaciones del Pacífico. Cuando la guerra terminó con la rendición japonesa en 1945, solo había 600 miembros en la Armada de Malasia. Con las posteriores limitaciones económicas tras la guerra, se tuvo que disolver la Armada Real de Malasia en 1947, de manera temprana.

### 2aguerra Mundial
La Armada Malaya sería reactivada tras el inicio de la confrontación en la Malasia británica. La regulación de la Armada de Malasia sería posteriormente anunciada por las autoridades coloniales el 4 de marzo de 1949, teniendo su primera base en un aeródromo de la RAF situado en Woodlands, Singapur. Dicha base sería inicialmente conocida como "Los barracones de la FNM", y le sería asignada su primera embarcación como regalo un buque de la Royal Navy, el cual anteriormente habían pagado, el HMS Malaya.
La RNVR malaya sería reconstituida sobre la base de una actuación como una fuerza conjunta, fundiéndose con las unidades de la Federación Malasia y de una unidad sigapurense, siendo su base de ordenanza reubicada en Singapur, en 1952. Las primeras misiones de la FNM eran las de asegurar las costas de los asaltos llevados a cabo por los rebeldes comunistas, así como les impedían la obtención de suministros, y garantizaban un paso seguro a las embarcaciones que se dirigían al puerto de Singapur. El primer buque de patrullaje marítimo fue una fragata de la clase "River", la HMS Test, que sería usada en labores de entrenamiento y capacitación de tripulaciones. Posteriormente en 1950 su flota sería incrementada con la adición de un posaminas japonés capturado, el HMS Laburnum; un buque de desembarco, el HMS Pelandok, un velero pesquero motorizado, el HMS Panglima, un buque de recuperación de torpedos, el HMS Simbang y varias lanchas de defensa costera motorizadas.

## Equipamiento

### Submarinos
| Submarino             | Tipo                  | Unidades en servicio | Origen  |
| --------------------- | --------------------- | -------------------- | ------- |
| KD Tunku Abdul Rahman | Clase Perdana Menteri | 1                    | Francia |
| KD Tun Abdul Razak    | Clase Perdana Menteri | 1                    | Francia |

### Buques

#### Fragatas
| Fragata    | Tipo                  | Unidades en servicio | Origen      |
| ---------- | --------------------- | -------------------- | ----------- |
| KD Lekiu   | clase Lekiu           | 1                    | Reino Unido |
| KD Jebat   | clase Lekiu           | 1                    | Reino Unido |
| KD Kasturi | fragata clase Katsuri | 1                    | Alemania    |
| KD Lekir   | fragata clase Katsuri | 1                    | Alemania    |

#### Corbetas
| Corbeta                      | Tipo                        | Unidades en servicio | Origen |
| ---------------------------- | --------------------------- | -------------------- | ------ |
| KD Laksamana Hang Nadim      | clase Laksamana (almirante) | 1                    | Italia |
| KD Laksamana Tun Abdul Jamil | clase Laksamana (almirante) | 1                    | Italia |
| KD Laksamana Muhammad Amin   | clase Laksamana (almirante) | 1                    | Italia |
| KD Laksamana Tun Pusmah      | clase Laksamana (almirante) | 1                    | Italia |

### Equipamiento aéreo
| Aeronave             | Tipo                      | Versiones     | Unidades en servicio | Referencias                                      |
| -------------------- | ------------------------- | ------------- | -------------------- | ------------------------------------------------ |
| Eurocopter Fennec    | Vigilancia de superficies | AS 550 Fennec | 6                    |                                                  |
| Westland Lynx        | Guerra anti-submarina     | SuperLynx 300 | 6                    | Equipados con el Misil antibuques MBDA Sea Skua. |
| AgustaWestland AW139 | Transporte                | AW139HOM      | 3                    | [ 2 ]                                            |

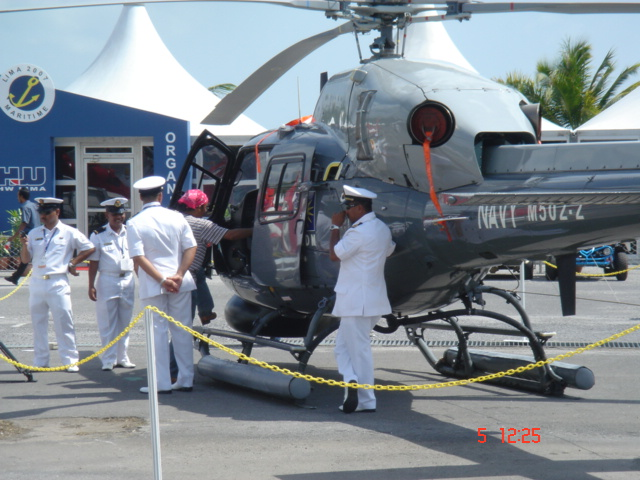
Un Eurocopter Fennec de la RAM durante la exhibición LIMA 2005.

Los helicópteros Westland Wasps que hacían parte de la dotación aérea fueron retirados en 1999 del servicio activo, y como parte de su substitución , la RAM ahora dispone de 6 helicópteros AgustaWestland SuperLynx 300 - Mk100, los cuales son operados por el Escuadrón 501 aeroportado, y otros 6 AS 555 Fennec que son dotación en el Escuadrón aerotransportado 502. Ambos escuadrones son dirigidos y abastecidos en su base principal, el KD Rajawali. Uno de los Wasp se encuentra en exhibiciónen el Museo de la Real Armada de Malasia, en Bandar Hilir, Melaka.